# علی فرمانی
علی فرمانی (زادهٔ ۳ بهمن ۱۳۶۵ در شیراز) فیلم‌ساز، صدابردار، نویسنده و بازیگر ایرانی است. او فعالیت هنری خود را از سال ۱۳۸۳ با بازی در تئاتر و نقش‌های کوتاه در سریال‌های تلویزیونی آغاز کرد و تاکنون بیش از ۱۸۰ نمایش خیابانی در شیراز اجرا کرده‌است. فرمانی کارگردانی چند فیلم کوتاه و مستند بلند از جمله مستند «ایران، چهره‌های خشم» (۱۴۰۱) را در کارنامه دارد. این مستند با نام مستعار «شورش افکاری» شناخته می‌شود.
او عضو انجمن نویسندگان چندرسانه‌ای فرانسه (La SCAM) است.

## زندگی‌نامه
علی فرمانی در سال ۱۳۶۵ در شیراز متولد شد. فعالیت هنری خود را از سال ۱۳۸۳ با تئاتر خیابانی آغاز کرد و به مرور وارد سینما و مستندسازی شد. وی همچنین به عنوان صدابردار در فیلم‌های متعددی فعالیت داشته و علاوه بر فعالیت‌های هنری، به عنوان ژورنالیست نیز شناخته می‌شود.

## فعالیت‌ها
فرمانی از سال ۱۳۸۳ با بازی در نمایش‌های خیابانی و تئاتر آغاز کرد و تاکنون بیش از ۱۸۰ نمایش خیابانی کارگردانی و اجرا کرده‌است. وی در چند سریال کوتاه تلویزیونی نیز حضور داشت. از مهم‌ترین آثار او می‌توان به مستند بلند «ایران، چهره‌های خشم» اشاره کرد که در جشنواره‌ La SCAM حضور داشته‌است.

## بازداشت و فعالیت‌های سیاسی
علی فرمانی در دی‌ماه ۱۳۹۸ در جریان اعتراضات مردمی در شیراز بازداشت شد. این بازداشت با واکنش‌های گسترده‌ای از سوی فعالان حقوق بشر و رسانه‌ها همراه بود و مورد توجه خبرگزاری‌های داخلی و بین‌المللی قرار گرفت. او به مدت ۳۶ روز در انفرادی اطلاعات سپاه تحت شکنجه برای اعتراف اجباری علیه خود قرار داشت و پس از آن، مدتی نیز در زندان عادل‌آباد شیراز زندانی بود. فرمانی به عنوان یک فعال رسانه‌ای و فیلم‌ساز مستقل در حمایت از حقوق بشر شناخته می‌شود.

## افتخارات
- نامزد بهترین صدابرداری برای فیلم «علی آقا» در یازدهمین دوره جشنواره سینماحقیقت[۱۴]
- نامزد بهترین صدابرداری برای فیلم «واکس‌چه» در جشن مستقل مستند خانه سینما[۱۵][۱۶]
- عضو انجمن نویسندگان La SCAM فرانسه[۱۷]